# زیردریایی یو-۶۵۸
زیردریایی یو-۶۵۸ (به انگلیسی: German submarine U-658) یک زیردریایی است که طول آن ۶۷٫۱ متر (۲۲۰ فوت ۲ اینچ) می‌باشد. این زیردریایی در سال ۱۹۴۱ ساخته شد.